# Bocka
Bocka település Németországban, azon belül Türingiában. Lakosainak száma 469 fő (2023. december 31.).

## Népesség
A település népességének változása:
| Lakosok száma | 451  | 448  | 443  | 471  | 464  | 469  |
|               | 2015 | 2017 | 2019 | 2021 | 2022 | 2023 |